# Coppa del Mondo di cricket femminile 1978
La Coppa del Mondo di cricket femminile 1978 fu la seconda edizione del torneo mondiale di cricket per donne. Fu disputata dal 1º gennaio al 13 gennaio 1978 in India e vide la partecipazione di sole 4 squadre. Al torneo dovevano prendere parte anche i Paesi Bassi e le Indie Occidentali Britanniche ma rinunciarono per via degli alti costi della trasferta.
La vittoria finale andò alla squadra australiana che si aggiudicò il titolo vincendo tutte le partite. Seconda classificata l'Inghilterra campione in carica che perse solo con le australiane

## Partecipanti
- India
- Australia
- Nuova Zelanda
- Inghilterra
- Indie Occidentali (Rinunciò per questioni finanziarie)
- Paesi Bassi (Rinunciò per questioni finanziarie)

## Formula
Dato il numero ridotto di squadre (soltanto 4) si scelse di optare per un unico girone all'italiana con partite di sola andata.

## Torneo

### Cronaca
I favori del pronostico andavano tutti alla selezione inglese (campione in carica) o a quella australiana (giunta seconda nella precedente edizione); le rimanenti due squadre erano palesemente inferiori, soprattutto quella indiana. Nonostante la differenza di valore delle due coppie di squadre un successo neozelandese su una delle due favorite poteva essere giudicato improbabile ma comunque possibile, mentre una vittoria indiana su Inghilterra o Australia sarebbe stato un risultato clamoroso e impronosticabile. Proprio per questo il calendario venne fissato sistemando il Big match tra Australia e Inghilterra all'ultima giornata, in modo da avere una specie di finalissima esattamente come era stato nella precedente edizione.
Nella prima giornata si cominciò con la partita tra le australiane e le outsider neozelandesi. Le australiane spensero subito le velleità delle vicine di casa neozelandesi infliggendo loro una sconfitta abbastanza netta, tuttavia lo scarto di 66 runs mostra che, sebbene inferiori, le neozelandesi dimostrarono comunque di aver impegnato le avversarie.
La seconda partita della prima giornata, come da pronostico, non ebbe storia. L'intera formazione indiana venne eliminata in soli 39.3 overs dalle bowlers inglesi, che consentirono alle battitrici indiane di marcare solo 63 runs. Al momento di andare in battuta le inglesi raggiunsero il target in appena 30 overs perdendo un solo wicket.
Il 5 gennaio si giocò quella che sarebbe poi diventata (come del resto ci si aspettava) la finale per il terzo posto tra India e Nuova Zelanda. Le indiane iniziarono in battuta e riuscirono a terminare i 50 overs dell'innings con ancora 1 wicket in piedi marcando il soddisfacente bottino di 130 runs. Le neozelandesi risposero marcando i 131 runs del target in 44 overs perdendo solo una battitrice, ottenendo quindi una vittoria per 9 wickets.
L'8 gennaio furono le inglesi a dover affrontare la mina vagante neozelandese, tuttavia ne uscirono con una vittoria abbastanza convincente. Le neozelandesi giocarono un soddisfacente innings marcando 157 runs, le inglesi attuarono una tattica molto prudente per evitare eliminazioni e riuscirono a raggiungere il target a meno di 10 overs dalla fine, avendo perso solo 3 battitrici lungo il percorso.
Nell'altra partita dell'8 gennaio non si ebbe storia e le australiane vinsero grazie ad una tattica prudente nel loro turno di lancio, infatti più che eliminare le battitrici mirarono a non far marcare loro runs. Nonostante questa strategia le bowlers australiane erano talmente superiori da essere ugualmente in grado di eliminare l'intera formazione indiana quando mancavano 2 overs alla fine.
Dopo 5 giorni di riposo Australia e Inghilterra si giocarono la loro finale come da programma. Usando la stessa tattica usata contro l'India le bowlers australiane limitarono le inglesi a sole 96 runs (con 8 wickets persi) e arrivato il loro turno di battuta raggiunsero agevolmente il target necessitando di poco più di metà dei 50 overs previsti, vincendo partita e titolo mondiale.

### Partite
| Data            | Luogo                                 | In battuta (nel I innings)             | Al lancio (nel I innings)      | Risultato                      |
| --------------- | ------------------------------------- | -------------------------------------- | ------------------------------ | ------------------------------ |
| 1º gennaio 1978 | Keenan Stadium Jamshedpur             | Australia 177/all out (49.2 overs)     | Nuova Zelanda 111/8 (50 overs) | AUS vince di 66 runs Referto   |
| 1º gennaio 1978 | Eden Gardens Calcutta                 | India 63/all out (39.3 overs)          | Inghilterra 65/1 (30.2 overs)  | ENG vince di 9 wickets Referto |
| 5 gennaio 1978  | Moin-ul-Haq Stadium Patna             | India 130/9 (50 overs)                 | Nuova Zelanda 131/1 (44 overs) | NZL vince di 9 wickets Referto |
| 8 gennaio 1978  | Moin-ul-Haq Stadium Patna             | Australia 150/8 (50 overs)             | India 79/all out (47.2 overs)  | AUS vince di 71 runs Referto   |
| 8 gennaio 1978  | Lal Bahadur Shastri Stadium Hyderabad | Nuova Zelanda 157/all out (49.4 overs) | Inghilterra 160/3 (40.3 overs) | ENG vince di 7 wickets Referto |
| 13 gennaio 1978 | Lal Bahadur Shastri Stadium Hyderabad | Inghilterra 96/8 (50 overs)            | Australia 100/2 (31.3 overs)   | AUS vince di 8 wickets Referto |

### Classifica
| Team          | Pld | W | L | T | NR | Pts |
| ------------- | --- | - | - | - | -- | --- |
| Australia     | 3   | 3 | 0 | 0 | 0  | 6   |
| Inghilterra   | 3   | 2 | 1 | 0 | 0  | 4   |
| Nuova Zelanda | 3   | 1 | 2 | 0 | 0  | 2   |
| India         | 3   | 0 | 3 | 0 | 0  | 0   |